# عبيد الله بن عبد الله بن عتبة
عبيد الله بن عبد الله بن عتبة الهذلي ويكنى أَبُو عبد الله الهذلي (المتوفي سنة 98 هـ) تابعي مدني، وأحد رواة الحديث النبوي، وهو أحد فقهاء المدينة السبعة من سادات التابعين وأعلامهم وفضلائهم كان أعلم أهل المدينة المنورة ، وهو شيخ الخليفة عمر بن عبد العزيز وأحد مربيه، وله مواقف كثيرة معه وكان شاعر يجيد في الشعر وله أبيات. وكان حكيما صاحب رأي قال الخليفة عمر بن عبد العزيز «لو كان عبيد الله حيا ما صدرت الا عن راية».

## نسبه
يعود نسب الى الصحابي الجليل عتبة بن مسعود وهو :
- عبيد الله بن عبد الله بن عتبة بن مسعود بن غافل بن حبيب بن شمخ بن فأر بن مخزوم بن صاهلة بن كاهل بن الحارث بن تميم بن سعد بن هذيل بن مدركة بن الياس بن مضر بن نزار بن معد بن عدنان.

## سيرته
ولد أبو عبد الله عبيد الله بن عبد الله بن عتبة بن مسعود الهُذليّ في المدينة المنورة في خلافة عمر بن الخطاب أو بعدها بقليل، وهو أخو المُحدّث عون بن عبد الله بن عتبة، وحفيد الصحابي عتبة بن مسعود أخو الصحابي عبد الله بن مسعود. نشأ ابن عتبة في المدينة المنورة، وتفقّه فيها ونبغ، حتى صار أحد فقهاء المدينة السبعة من التابعين في زمانه، وهو الذي تأدّب على يديه عمر بن عبد العزيز وقت نشأته في المدينة. ود أثنى عليه الزُهري، فقال: «كان عبيد الله بن عبد الله لا أشاء أن أقع منه على ما لا أجده إلا عنده، إلا وقعت عليه»، وقال أيضًا: «كان عبيد الله بن عبد الله بحرًا من بحور العلم».

## روايته للحديث النبوي
- روى عن: أبي هريرة وعبد الله بن عباس وعائشة بنت أبي بكر وأبي طلحة الأنصاري وسهل بن حنيف وزيد بن خالد الجهني وأبي سعيد الخدري[6] وفاطمة بنت قيس الفهرية وأبي واقد الليثي وعبد الله بن عمر بن الخطاب والنعمان بن بشير وميمونة بنت الحارث وأم سلمة وأم قيس بنت محصن الأسدية ووالده عبد الله بن عتبة بن مسعود[4] وزفر بن أوس بن الحدثان النصري وشبل المزني وعبد الله بن زمعة وعبد الرحمن بن عبد القاري وعثمان بن حنيف الأنصاري وعروة بن الزبير.[2]
- روى عنه: أخوه عون بن عبد الله بن عتبة وابن شهاب الزهري وضمرة بن سعيد المازني وعراك بن مالك وموسى بن أبي عائشة وأبو الزناد وصالح بن كيسان وخصيف بن عبد الرحمن الجزري وسعد بن إبراهيم الزهري وسالم أبو النضر وطلحة بن يحيى بن طلحة بن عبيد الله وعبد المجيد بن سهيل بن عبد الرحمن بن عوف وأبو بكر بن أبي الجهم العدوي[4] وسعيد بن أبي هند وعبد الله بن عبيدة الربذي وعبد الرحمن بن محمد بن عبد الله بن عبد القاري وأبو الزعراء الجشمي.[2]
- الجرح والتعديل: ذكره ابن سعد في الطبقة الثانية من أهل المدينة،[2] وقال الواقدي: «كان ثقة، عالمًا، فقيهًا، كثير الحديث والعلم بالشعر، وقد ذهب بصره»،[6] وقال العجلي: «كان أعمش، وكان أحد فقهاء المدينة. ثقة، رجلاً صالحًا، جامعًا للعلم»، وقال أبو زرعة الرازي: «ثقة، مأمون، إمام»،[4][5] وروى له الجماعة.[5]

## وفاته
توفي عبيد الله بن عبد الله بن عتبة سنة 98 هـ، وقيل 99 هـ، وقيل 94 هـ، وكان ضعيف البصر أعمشًا، ذهب بصره في أواخر عمره.